# Шонгау (Люцерн)
Шонгау (нем. Schongau LU) — коммуна в Швейцарии, в кантоне Люцерн. 
Входит в состав округа Хохдорф. Население составляет 811 человек (на 31 декабря 2006 года). Официальный код — 1041.